# 密碼鎖
密碼鎖是鎖的一種，開啟時用的是一系列的數字或符號。密碼鎖的密碼通常都只是排列而非真正的組合。部分密碼鎖只使用一個轉盤，把鎖內的數個碟片或凸輪轉動；亦有些密碼鎖是轉動一組數個刻有數字的撥輪圈，直接帶動鎖內部的機械。

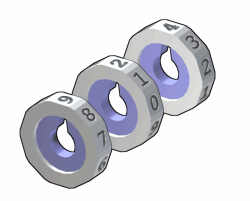
撥圈透示圖。每個圈上的凹入位便是正確組合。這個鎖的密碼是9-2-4。

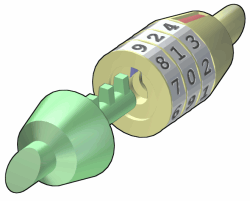
撥圈安裝在鎖的一端。鎖的另一端是一條軸，上有凸出的齒

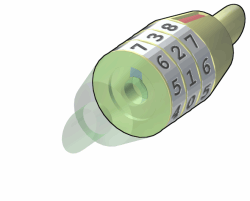
把軸插入，然後將撥圈轉到錯誤的組合，圈的內側把軸卡住，鎖便無法打開

在福建，曾发现清代的密码锁，密码为汉字。

## 設計

### 多撥式
最簡單的密碼鎖，常見於低安全設定的單車鎖，使用多個撥圈。每個圈的中間有凹位。鎖的中心的一條軸，上有數個凸出的齒，用來卡住撥圈。當撥圈轉到正確的密碼組合，鎖便可以打開。這種鎖是最容易打開的。很多這類鎖根本無需知道密碼都能開啟。除非它的內部組件造得完美無瑕，否則只要把軸向外拉，其中一個齒便會比其他更為拉緊撥圈。這時輪動被拉緊的撥圈，直至聽到小小的“卡”聲，表示這個齒已進入了正確的凹位。重覆這步驟，很快便可以把鎖打開。

### 單一轉盤式
用在掛鎖或匣萬上的密碼鎖可以是只有一個轉盤。轉盤推動背後數個平衡碟片或凸輪。習慣上，開啟這種鎖時先把轉盤順時針轉到第一個數字，然後反時針轉到第二個數字，如此直至最後一個數字。凸輪上通常有凹位，當轉入正確的密碼後，各位成一直綫，鎖便可以打開。
這種密碼鎖較為安全，但亦非全無缺點。例如，部分密碼掛鎖可以拉緊鎖頭，然後轉動轉盤直至不能再動，這樣便能把密碼找出。亦有些轉盤密碼鎖的數字之間有特定關係，使到密碼的組合可能性大為降低。廉價的密碼掛鎖可以用特別的襯片打開，而無需使用密碼。
使用在匣萬上的密碼鎖結構較為嚴密。有經驗的鎖匠可以一面旋轉轉盤，一面使用聽筒小心聆聽鎖內凸輪的聲音，判斷可能的密碼。

### 其他設計
有些門鎖上有一個數字鍵盤，開啟時按序鍵入一個數字系列。這種鎖是使用電子控制，常見於辦公室內。優點是只要告訴員工密碼便可，無須複製鑰匙。不過，如果有人把密碼告訴外人，這鎖便形同虛設。因此這類密碼鎖的密碼需要經常更換才可以。
1. ↑  .   [2007-05-04]. （原始内容存档于2005-02-24）.